# 3 bodas de más
3 bodas de más es una comedia romántica española del año 2013, dirigida por Javier Ruiz Caldera y protagonizada por Inma Cuesta, Quim Gutiérrez y Martiño Rivas. La trama relata la vivencia de Ruth, una joven que es invitada a las bodas de sus tres exnovios en el mismo mes. La película tuvo una buena acogida entre el público y fue nominada a siete premios Goya.

## Argumento
Esta película gira en torno a una joven investigadora llamada Ruth, quien se ve obligada a asistir a las sucesivas bodas de tres de sus exparejas, mientras que ella todavía no ha conseguido encontrar a su pareja ideal. Al no saber decir que no, y no tener pareja, pedirá a su becario, Dani, el favor de acompañarla, provocando que durante la asistencia a las bodas ocurran multitud de sucesos descabellados, cuya conclusión final será el debate interno de la protagonista sobre a quién quiere con ella en su futuro.

## Reparto
- Inma Cuesta como Ruth Belloso.
- Quim Gutiérrez como Jonás.
- Martiño Rivas como Dani.
- Paco León como Mikel.
- Berto Romero como Pedro.
- María Botto como Sara, la jefa de Ruth.
- Laura Sánchez como Álex.
- Silvia Abril como Lucía.
- Joaquín Reyes como el padre de Ruth.
- Rossy de Palma como Mónica, la madre de Ruth.
- Bárbara Santa-Cruz como Catalina.
- Toni Sevilla como Fernando, el padre de Álex.
- Octavi Pujades como Cristiano.
- Natalia Rodríguez como Montaña.

## Premios
La buena acogida del film entre el público le supuso la candidatura a siete premios Goya: Mejor guion original, Mejor interpretación femenina protagonista, Mejor actor revelación, Mejor dirección de producción, Mejor montaje, Mejor diseño de vestuario y Mejor maquillaje y peluquería; no obstante no logró ganar ninguna de dichas candidaturas, quedando a las puertas del premio. Sin embargo, a principios de 2014, la película sorprendió ganando el premio a la Mejor comedia en la I edición de los Premios Feroz.
Además, la película también se estrenó en el circuito no oficial del Festival de Venecia en 2013, donde tuvo una buena acogida por parte de la prensa.